# Alina Stadnik
Alina Wjaczesławiwna Machynia-Stadnik-Bereżna (ukr. Аліна В’ячеславівна Бережна-Стаднік-Махиня; ur. 3 stycznia 1991 w Czycie) – ukraińska zapaśniczka startująca w stylu wolnym, mistrzyni świata, mistrzyni Europy, brązowa medalistka uniwersjady. Triumfatorka igrzysk europejskich w 2015. Trzecia w indywidualnym Pucharze Świata w 2020. Trzecia w Pucharze Świata w 2012. Mistrzyni świata juniorów w 2009 i 2010 i Europy w 2010 i 2011 roku.
Olimpijka z Rio de Janeiro 2016, gdzie zajęła jedenaste miejsce w kategorii 69 kg.
Mistrzyni świata i Europy w zapasach w 2013 roku w kategorii do 67 kg i Europy w 2019 roku w wadze do 72 kg.
W latach 2011–2013 była żoną Romana Stadnika, brata Andrija, wicemistrza olimpijskiego z Pekinu 2008. Z tego związku ma syna. W 2014 roku ponownie wyszła za mąż, za Dmytra Bereżnego, ale z powodu tego, że duże sukcesy odniosła pod nazwiskiem z pierwszego małżeństwa, postanowiła do końca kariery przy nim pozostać w oficjalnej bazie danych FILA. Z tego związku ma córkę.